# Гиф-арт

Пример гиф-арта

Гиф-арт — форма компьютерного искусства, появившаяся в 1987 году. В её основе GIF-анимация, технология которой от года к году становилась всё более совершенной.
В настоящее время проводятся специализированные выставки GIF-анимации, в частности, в Музее движущегося изображения в Нью-Йорке.